# 松村沙友理
松村沙友理（日语：／ Matsumura Sayuri */?，1992年8月27日—）是日本女藝人，為女子偶像團體乃木坂46前成員，大阪府大阪市出身，所屬經紀公司為FIRST AGENT。曾為時尚雜誌《CanCam》專屬模特兒，現為時尚雜誌《BAILA》常規模特兒。2011年以乃木坂46一期生身分出道，2021年7月13日自乃木坂46畢業，在籍期間與白石麻衣以及橋本奈奈未被粉丝並稱為乃木坂46的「御三家」。

## 經歷
2011年3月，從大阪桐蔭高等學校畢業後，接受父母的建議，希望成為一名護理師。因此進入升學補習班就讀，以考入大阪的大學為目標，但落榜了。因為模擬考試的結果並不理想，抱著挑戰不同事物的想法，參加了乃木坂46一期生徵選。8月21日，通過最終審查正式成為乃木坂46創團成員，徵選時唱的曲目是YUI的《feel my soul》。被選為暫定選拔成員，站位為中列。因為當時舞蹈和演唱都並不出色，沒想到自己竟然能合格。11月13日，開通了個人的乃木坂46官方博客。
2012年2月22日，以乃木坂46第一張單曲《窗簾圍繞》在樂壇出道。5月2日，以乃木坂46第二張單曲《來吧Shampoo！》的收錄曲《推说是偶然》（偶然を言い訳にして）初次入選小分隊。12月6日，在《速報！有吉明天想做的事情排行榜》（東京電視台）中與有吉弘行、YOU一起三人共同擔任MC，完成首次個人出演。
2013年1月13日，與橋本奈奈未、白石麻衣、衛藤美彩在乃木神社一起舉行成人式。4月6日，在《BAD BOYS 搞怪少年》（日本電視台）中第一次正式出演電視劇，在劇中飾演藤井美香。4月18日，與中田花奈共同擔任MC（主持人）的niconico直播節目《喜歡活生生的偶像》開始播出。6月，詞彙及閱讀理解能力檢定3級合格。乃木坂46的1期生23人中有17人合格，取得了第5名的成績，成為「檢定八福神」。8月23日，宣布從觸角髮型畢業，並於乃木坂46第8張單曲《察覺時已是單戀》時改變髮型。10月4日至2014年3月28日的音乐节目《便當少女》（MBS）中，與橋本奈奈未、若月佑美三人共同擔任MC。
2014年4月4日至9月26日，與橋本奈奈未、若月佑美共同擔任MBS深夜音樂節目主持人。5月1日至6月30日，擔任「VANQUISH VENUSVol.10」模特兒。10月8日，被當日出刊的《週刊文春》（10月16日號）報導與集英社的某位已婚男性員工發生不倫戀，同時被刊載出兩人在街頭熱吻與牽手的相片。當日晚間與同團成員生駒里奈共同參加文化放送的直播節目《RECOMMEN！》時，在節目中謝罪、並且表示兩者沒有交往。
2015年3月23日，與橋本奈奈未一起獲得小學館旗下時尚雜誌《CanCam》起用為專屬模特兒。
2016年2月，正式組成乃木坂46的非正式子團「蘋果軍團」（さゆりんご軍団），並自任團長。團名來自松村的暱稱「Sayuringo」（さゆりんご）。6月6日，入選乃木坂46第15張單曲《赤腳Summer》的選拔成員，同時也是睽違1年半重返福神行列。
2017年12月12日，發行個人第一本寫真集《雖然覺得很意外，從前面看還滿可愛的》（意外っていうか、前から可愛いと思ってた），於夏威夷拍攝，以2.3萬銷量取得Oricon公信榜書籍週榜寫真集部門第一位。累計發行達7.8萬本。
2019年6月29日，開設個人Instagram帳號，這也是乃木坂46在籍中成員的首例。8月10日，開設個人Bilibili頻道。10月4日，主演的電影《東京葡萄酒會的人們》（東京ワイン会ピープル）公開，这是松村第一次主演電影。
2021年4月15日，於自己主持的網路節目《喜歡活生生的偶像》上，宣布將於乃木坂第27張單曲的活動結束後從團體畢業。6月9日發行的乃木坂46第27張單曲《對不起Fingers crossed》，入選為選拔成員，並站在第二排的中央，成為十二福神之一，這也是松村參加的最後單曲。6月22日至23日，在橫濱體育館舉行畢業演唱會「沙～友～Ready？ ～沙友蘋果軍團演唱會／松村沙友理畢業演唱會～」。7月13日，進行最後的SHOWROOM直播，正式從乃木坂46畢業，並開設個人官方網站。同日，發行畢業紀念寫真集《下次，見面是何時？》（次、いつ会える？），於宮崎拍攝，以4.8萬銷量取得Oricon公信榜書籍週榜寫真集部門及綜合部門第一位。8月19日，松村位於乃木坂46內的部落格正式關閉。8月20日發行的《CanCam》10月號，自擔任約6年半的雜誌專屬模特兒畢業。同日，開設官方Twitter帳號。9月22日，擔任「JA集團大米消費推廣大使」。10月2日，成為集英社旗下時尚雜誌《BAILA》的常規模特兒。11月19日，電影《打算一直單身嗎？》（ずっと独身でいるつもり?）上映，在劇中飾演每天過著華麗生活，害怕自己失去年輕感的女性鈴木美穗。
2022年6月1日，松村宣布成立服飾品牌「LANTINAM」（ランティナム），並兼任品牌總監。7月1日，宣布出演由漫畫改編的電視劇《神推偶像登上武道館我就死而無憾》，同時為松村首次擔任電視劇主演。
2023年5月12日，主演的電影《劇場版 神推偶像登上武道館我就死而無憾》上映，這是松村畢業後首次主演電影。8月27日，宣布從所屬約十二年的乃木坂46合同會社移籍至生島企畫室（現FIRST AGENT）。
2024年12月29日，開設個人YouTube頻道「もぐもぐさゆりんご」。

## 人物
- 暱稱為Sayurin（さゆりん）[1]、Sayuringo（さゆりんご；由自己名字「沙友理」與蘋果的日文名稱組合而成）[2]、Mattsun（まっつん）[2]。
- Catch phrase（自我介紹詞）是“甜蜜多汁的沙友蘋果，大家品嚐一下如何？”[75]
- 自稱“13歲的蘋果公主”[76][77]。
- 必殺技是“沙友蘋果拳”[78] 。
- 出道時特色的「觸角」（鬢角）髮型是高中時代延續下來的[79]，觸角的理想長度是到下巴下1cm的位置[80]。魅力點是L型的耳朵。
- 喜歡的食物是炸雞、果餡餅、 芒果[81]。
- 喜歡的電影是《班傑明的奇幻旅程》[82] 。
- 最受震撼的電影是《Another》。
- 乃木坂46的MV裡最喜歡的是《奔馳吧！Bicycle》[25]。
- 想推的成員是伊藤萬理華[83]。
- 視為自身目標的人是觀月亞里莎[84] 。
- 興趣是動漫[85]。因為喜歡動漫，是乃木坂46裡的二次元同好團體「ノギメイト（乃木mate）」的店長[86]。
- 喜歡動漫，並且喜愛到會去同人誌即賣會（例如Comic Market），因為欣賞的作品是以畫來判斷，所以喜歡有可愛的角色登場的作品[87] 。
- 最初熱衷的動漫是《我們的仙境》，但是因為對動漫、漫畫和遊戲的評價不一，提到喜歡的動漫時，例舉了《叛逆的魯魯修》、《魔法少女小圓》、《銀魂》、《死神》、《Q弟偵探因幡》、《Love Live!》。
- 喜歡的動漫歌曲是《美少女戰士》的主題曲。
- 最喜歡的聲優是堀江由衣，因她而喜歡上動漫[88] ，將來的夢想也是成為動漫聲優[89] 。
- 養了一條名為「Beyan」（べーやん）的鬥魚科雄性熱帶魚。名字的來源是出於個人興趣，為大阪出身的歌手、作曲家堀內孝雄（日语：堀内孝雄）暱稱[90] 。
- 擅長游泳[1]，從幼兒園至小學六年級一直學習游泳[1]。在初中的游泳比賽上得過第一。
- 學過鋼琴、習字、游泳、英文會話。
- 擁有的資格證書有個人電腦檢定（日语：パソコン検定）[91] 、詞彙及閱讀理解能力檢定（日语：語彙・読解力検定）3級[24]。
- 初中至高中的6年間都是排球社的成員[92]，擔任過Center[93] 。

## 音樂作品
- 標註「★」符號表示該首歌曲有拍攝MV。

### 單曲
乃木坂46
|      | 發行日期       | 單曲名稱              | 參與歌曲名稱           | MV | 備註                     |
| ---- | -------------- | --------------------- | ---------------------- | -- | ------------------------ |
| 01st | 2012年02月22日 | 窗簾圍繞              | 窗簾圍繞               | ★  | 出道作品 七福神          |
| 01st | 2012年02月22日 | 窗簾圍繞              | 可能想見你             | ★  |                          |
| 01st | 2012年02月22日 | 窗簾圍繞              | 不想失去               | ★  |                          |
| 01st | 2012年02月22日 | 窗簾圍繞              | 乘著白雲               |    |                          |
| 01st | 2012年02月22日 | 窗簾圍繞              | 乃木坂之詩             | ★  |                          |
| 02nd | 2012年05月02日 | 來吧Shampoo！         | 來吧Shampoo            | ★  | 七福神                   |
| 02nd | 2012年05月02日 | 來吧Shampoo！         | 心之靈藥               |    |                          |
| 02nd | 2012年05月02日 | 來吧Shampoo！         | 推說是偶然             | ★  |                          |
| 02nd | 2012年05月02日 | 來吧Shampoo！         | HOUSE!                 |    |                          |
| 03rd | 2012年08月22日 | 奔馳吧！Bicycle       | 奔馳吧！Bicycle        | ★  | 七福神                   |
| 03rd | 2012年08月22日 | 奔馳吧！Bicycle       | 性急的蝸牛             | ★  | Center                   |
| 03rd | 2012年08月22日 | 奔馳吧！Bicycle       | 人為什麼奔跑？         | ★  |                          |
| 03rd | 2012年08月22日 | 奔馳吧！Bicycle       | 沉默的吉他             | ★  |                          |
| 04th | 2012年12月19日 | 制服模特兒            | 制服模特兒             | ★  | 八福神                   |
| 04th | 2012年12月19日 | 制服模特兒            | 指望遠鏡               | ★  |                          |
| 05th | 2013年03月13日 | 你就是希望            | 你就是希望             | ★  | 八福神                   |
| 05th | 2013年03月13日 | 你就是希望            | 乾脆一點               | ★  |                          |
| 05th | 2013年03月13日 | 你就是希望            | 浪漫墨魚燒             |    |                          |
| 05th | 2013年03月13日 | 你就是希望            | 彈額頭                 | ★  |                          |
| 06th | 2013年07月03日 | Girls' Rule           | Girls' Rule            | ★  | 八福神                   |
| 06th | 2013年07月03日 | Girls' Rule           | 世界上最孤獨的Lover    | ★  |                          |
| 06th | 2013年07月03日 | Girls' Rule           | 人們的樂器             |    |                          |
| 07th | 2013年11月27日 | 髮夾                  | 髮夾                   | ★  | 八福神+1                 |
| 07th | 2013年11月27日 | 髮夾                  | 月亮的大小             | ★  |                          |
| 07th | 2013年11月27日 | 髮夾                  | 所謂的溫柔             |    |                          |
| 07th | 2013年11月27日 | 髮夾                  | 如此的笨蛋・・・       | ★  |                          |
| 08th | 2014年04月02日 | 察覺時已是單戀        | 察覺時已是單戀         | ★  | 選拔                     |
| 08th | 2014年04月02日 | 察覺時已是單戀        | 浪漫的開始             | ★  |                          |
| 08th | 2014年04月02日 | 察覺時已是單戀        | 呼吸的方法             |    |                          |
| 08th | 2014年04月02日 | 察覺時已是單戀        | 謝謝                   |    |                          |
| 09th | 2014年07月09日 | 夏天的Free&Easy       | 夏天的Free&Easy        | ★  | 十福神                   |
| 09th | 2014年07月09日 | 夏天的Free&Easy       | 無能為力地待在你身邊   |    |                          |
| 09th | 2014年07月09日 | 夏天的Free&Easy       | 在那之前的出口         | ★  |                          |
| 10th | 2014年10月08日 | 第幾次的藍天？        | 第幾次的藍天？         | ★  | 十福神                   |
| 10th | 2014年10月08日 | 第幾次的藍天？        | 敲響倒下的鐘           | ★  |                          |
| 10th | 2014年10月08日 | 第幾次的藍天？        | Tender days            |    |                          |
| 11th | 2015年03月18日 | 生命如此美好          | 生命如此美好           | ★  | 選拔                     |
| 11th | 2015年03月18日 | 生命如此美好          | 慢慢恢復中             | ★  |                          |
| 12th | 2015年07月22日 | 太陽敲敲門            | 太陽敲敲門             | ★  | 選拔                     |
| 12th | 2015年07月22日 | 太陽敲敲門            | 無表情                 | ★  |                          |
| 12th | 2015年07月22日 | 太陽敲敲門            | 羽毛的記憶             | ★  |                          |
| 13th | 2015年10月28日 | 此刻，想說話的對象    | 此刻，想說話的對象     | ★  | 選拔                     |
| 13th | 2015年10月28日 | 此刻，想說話的對象    | POPIPAPAPA             | ★  |                          |
| 13th | 2015年10月28日 | 此刻，想說話的對象    | 忘卻悲傷的方法         | ★  |                          |
| 14th | 2016年03月23日 | 當春紫苑盛開時        | 當春紫苑盛開時         | ★  | 選拔                     |
| 14th | 2016年03月23日 | 當春紫苑盛開時        | 陡坡                   | ★  |                          |
| 15th | 2016年07月27日 | 赤腳Summer            | 赤腳Summer             | ★  | 十福神                   |
| 15th | 2016年07月27日 | 赤腳Summer            | 專屬光芒               |    |                          |
| 15th | 2016年07月27日 | 赤腳Summer            | 白米大人               | ★  | Center 沙友蘋果軍團 （さゆりんご軍団） |
| 16th | 2016年11月09日 | 再見的意義            | 再見的意義             | ★  | 十一福神                 |
| 16th | 2016年11月09日 | 再見的意義            | 孤獨的藍天             |    |                          |
| 17th | 2017年03月22日 | 大影響家              | 大影響家               | ★  | 十二福神                 |
| 17th | 2017年03月22日 | 大影響家              | 意外BREAK              | ★  | 姐姐坂 （姉御坂）              |
| 18th | 2017年08月09日 | 蜃景                  | 蜃景                   | ★  | 十二福神                 |
| 18th | 2017年08月09日 | 蜃景                  | 女人無法獨自入眠       | ★  |                          |
| 18th | 2017年08月09日 | 蜃景                  | 漫長夏日…              |    | 與秋元真夏共同擔任Center |
| 18th | 2017年08月09日 | 蜃景                  | 能盡情哭泣不是很好嗎？ |    |                          |
| 19th | 2017年10月11日 | 及時行事              | 及時行事               | ★  | 十一福神                 |
| 19th | 2017年10月11日 | 及時行事              | 失眠症                 |    |                          |
| 20th | 2018年04月25日 | 同步巧合              | 同步巧合               | ★  | 十四福神                 |
| 20th | 2018年04月25日 | 同步巧合              | Against                | ★  |                          |
| 21st | 2018年08月08日 | 以自我為中心！        | 以自我為中心           | ★  | 十四福神                 |
| 21st | 2018年08月08日 | 以自我為中心！        | 空扉                   | ★  |                          |
| 21st | 2018年08月08日 | 以自我為中心！        | 我喜歡過你，但是…      |    |                          |
| 22nd | 2018年11月14日 | 想繞遠路回家          | 想繞遠路回家           | ★  | 十四福神                 |
| 22nd | 2018年11月14日 | 想繞遠路回家          | 蕭邦的謊言             |    |                          |
| 23rd | 2019年05月29日 | Sing Out!             | Sing Out!              | ★  | 十四福神                 |
| 23rd | 2019年05月29日 | Sing Out!             | 曖昧                   |    |                          |
| 24th | 2019年09月04日 | 黎明來臨前無須逞強    | 黎明來臨前無須逞強     | ★  | 十一福神                 |
| 24th | 2019年09月04日 | 黎明來臨前無須逞強    | 你，認識我嗎？         |    |                          |
| 24th | 2019年09月04日 | 黎明來臨前無須逞強    | 我的信念               |    |                          |
| 25th | 2020年03月25日 | 幸福的保護色          | 幸福的保護色           | ★  | 十一福神                 |
| 25th | 2020年03月25日 | 幸福的保護色          | 再見 Stay with me      |    |                          |
| 26th | 2021年01月27日 | 我會喜歡上自己的      | 我會喜歡上自己的       | ★  | 十二福神                 |
| 26th | 2021年01月27日 | 我會喜歡上自己的      | 有明天的理由           |    |                          |
| 26th | 2021年01月27日 | 我會喜歡上自己的      | Wilderness world       | ★  |                          |
| 27th | 2021年06月09日 | 對不起Fingers crossed | 對不起Fingers crossed  | ★  | 十二福神                 |
| 27th | 2021年06月09日 | 對不起Fingers crossed | 一切都是一場夢         | ★  |                          |
| 27th | 2021年06月09日 | 對不起Fingers crossed | 沙～友～Ready？        | ★  | 畢業獨唱曲               |

1. ↑  站位依據官方MV及演唱會正式呈現為參考依據
2. 1 2  收錄於單獨發行的MV合集《ALL MV COLLECTION～當時的少女們～》
3. ↑  根據單曲CD内附歌詞本，小分隊名稱

其他
| 發行日期                                    | 單曲名稱              | 參與歌曲名稱 | MV | 備註                                                       |
| ------------------------------------------- | --------------------- | ------------ | -- | ---------------------------------------------------------- |
| 2012年7月25日                               | 大人彩色糖            | 不再綁雙馬尾 | ★  | 麻友坂46                                                   |
| 2016年3月9日                                | 你就是旋律            | 混和體       | ★  | 乃木坂AKB                                                  |
| 2016年12月7日                               | 明明應該最討厭了 （大嫌いなはずだった。） | —            |    | HoneyWorks meets 沙友蘋果軍團 + 真夏尊敬軍團 from 乃木坂46 |
| 2020年6月17日（日本） 2020年6月24日（海外） | 世界中的鄰居啊        | —            | ★  | 下載限定歌曲                                               |
| 2020年7月24日                               | Route 246             | —            | ★  | 下載限定歌曲                                               |
| 2021年02月19日                              | 1・2・3               | —            | ★  | 炸雞姐妹 翻唱                                              |

### 專輯
乃木坂46
|      | 發行日期       | 專輯名稱         | 參與歌曲名稱   | 備註              |
| ---- | -------------- | ---------------- | -------------- | ----------------- |
| 01st | 2015年01月07日 | 透明色           | 革命之馬       |                   |
| 01st | 2015年01月07日 | 透明色           | 我所在的地方   |                   |
| 02nd | 2016年05月25日 | 屬於我們的位子   | 契機           |                   |
| 02nd | 2016年05月25日 | 屬於我們的位子   | 太陽的誘惑     |                   |
| 02nd | 2016年05月25日 | 屬於我們的位子   | 空氣感         |                   |
| 03rd | 2017年05月24日 | 最初的夢想       | 跳傘           |                   |
| 03rd | 2017年05月24日 | 最初的夢想       | 指定溫度       |                   |
| 03rd | 2017年05月24日 | 最初的夢想       | 流星迪斯可     |                   |
| 04th | 2019年04月17日 | 直到此刻化成回憶 | 毫無特色的戀愛 |                   |
| 04th | 2019年04月17日 | 直到此刻化成回憶 | 沙友蘋果募集中 | 沙友蘋果軍團 （さゆりんご軍団） |

## 演出

### 電視劇
- 欺詐偶像（さばドル；2012年1月14日－4月7日，東京電視台）：飾演 松村沙友理[96]
- BAD BOYS J（2013年4月7日－6月23日，日本電視台）：飾演 藤井美香[97]
- 天使之刃（日语：天使のナイフ#テレビドラマ）（；2015年2月22日－3月22日，WOWOW）：飾演 咖啡店員[98]
- 初森BEMARS（初森ベマーズ；2015年7月11日－9月26日，東京電視台）：飾演 憂鬱（ユウウツ）[99]
- UNNATURAL 第2集（アンナチュラル；2018年1月19日，TBS）：客串 松倉花[100][101]
- 狂賭之淵 Season2（賭ケグルイ Season2；2019年4月1日－29日，毎日放送／2019年4月3日－5月1日，TBS）：飾演 夢見弖優芽美[102]
- 乃木坂電影院～STORY of 46～ 第3話「超魔空騎士阿爾卡迪亞斯」（2020年1月8日，FOD（日语：フジテレビオンデマンド）[103]／2020年2月5日，富士電視台）：飾演 小百合（單篇主演）[104]
- 約定的灰姑娘（プロミス・シンデレラ；2021年7月13日－9月14日，TBS）：飾演 坂村真白（主演）[105][106]
- 農家的伙伴（；2021年10月23日，東京電視台）：飾演 仁田涼子（女主角）[107]
- 心愛的謊言 溫柔的黑暗（愛しい嘘 優しい闇；2022年1月14日－3月4日，朝日電視台）：飾演 岡崎理惠[108][109]
- 請你多指教（お前によろしく；2022年3月30日－4月14日，YouTube、TELASA）：飾演 高村志帆[110]
- 新娘未滿的逃避（；2022年4月8日－6月24日，東京電視台）：飾演 三田亞衣[111]
  - 新娘未滿的逃避 完結篇（2023年1月7日－28日，東京電視台）：飾演 三田亞衣[112]
- 聽說你們要結婚！？（結婚するって、本当ですか；2022年10月7日，Amazon Prime Video）：飾演 海山奈央[113]
- 神推偶像登上武道館我就死而無憾（推しが武道館いってくれたら死ぬ；2022年10月9日－12月26日，朝日放送電視台、朝日電視台）：飾演 繪里飄（主演）[114]
- 哪裡奇怪2 第7、8集（何かおかしい２；2022年11月25日，Paravi／2023年5月17日、24日，東京電視台）：飾演 松村沙友理（本人）[115][116]
- 初女戀愛難。（；2023年3月21日－4月18日，FOD／4月13日－6月1日，富士電視台）：飾演 庄司初子（主演）[117][118][119]
- 心靈內科醫 稻生知性 第2夜（心霊内科医 稲生知性；2023年3月29日，富士電視台）：飾演 三島麻衣[120]
- Mr.新娘 特別篇（2023年6月21日，FOD）：飾演 山本正海[121]
- 體感預報（体感予報；2023年8月11日－10月13日，毎日放送）：飾演 松平可奈美[122][123]
- 介意超市購物籃裡的東西的我 第7集（スーパーのカゴの中身が気になる私；2023年9月2日，中京電視台）：飾演 黒岩凪[124]
- 極限夫婦 第1章「船越夫婦的場合」（2024年1月19日－2月2日，關西電視台）：飾演 船越桃子（主演）[125]
- 綁架遊戲（ゲームの名は誘拐；2024年6月9日－6月30日，WOWOW）：飾演 真希[126]
- 小夫妻的火烤新婚生活（焼いてるふたり 〜交際0日 結婚から恋をはじめよう〜；2024年7月5日－，讀賣電視台）：飾演 山口千尋（主演）[127][128]
- 並非不願接受（やぶさかではございません；2025年4月3日－，東京電視台）：飾演 不思議麻衣（主演）[129]

### 電視節目
- 速報！有吉明天想做的事情排行榜（速報! 有吉の明日したいことランキング；2012年12月6日，東京電視台）- 主持人[20]
- 便當少女（；2013年10月4日－2014年3月28日，MBS）- 主持人[26]
- （2014年4月4日－9月26日，MBS）- 主持人[27]
- 吉本坂46出名前全記錄（日语：吉本坂46が売れるまでの全記録）（；2018年4月4日－2019年3月27日，東京電視台）- 主持人[130]
- 馬好王國〜UmazuKingdom〜（日语：馬好王国〜UmazuKingdom〜）（；2018年4月8日－2020年3月22日，富士電視台）- 主持人[131]
- ChocoplaCUP（；2021年8月24日－2022年4月26日，朝日電視台）- 主持人[132]
- 趣味之時！（；2021年12月1日－2022年1月26日，ETV）- 旁白[133][134]
- （2022年1月22日，TBS電視台）- 主持人[135]
- （2022年3月22日－29日，東京電視台）[136]
- トークィーンズ（2023年6月29日－，富士電視台）- 準常規來賓[137]
- 24小時電視 愛心救地球46（2023年8月26日、27日，讀賣電視台）[138]

### 廣播節目
- Imadoki（日语：イマドキッ）（；2016年10月14日－2021年9月24日，MBS電台）- 第2部出演成員[139]

### 電影
- 劇場版 BAD BOYS J-最後守護的事物-（劇場版BAD BOYS J -最後に守るもの-；2013年11月9日上映，Showgate（日语：博報堂DYミュージック&ピクチャーズ））：飾演 藤井美香[140]
- 薙刀社青春日記（あさひなぐ；2017年9月22日上映，東寶映像事業部）：飾演 紺野櫻[141][142]
- 狂賭之淵（賭ケグルイ；2019年5月3日上映，GAGA）：飾演 夢見弖優芽美[143]
- 東京葡萄酒會的人們（東京ワイン会ピープル；2019年10月4日上映，Kiguu）：飾演 櫻木紫野（主演）[144]
- 狂賭之淵～絕體絕命俄羅斯輪盤～（賭ケグルイ 絶体絶命ロシアンルーレット；2021年6月1日上映[145]，GAGA）：飾演 夢見弖優芽美[146]
- 打算一直單身嗎？（；2021年11月19日上映，日活）：飾演 鈴木美穗[65][147]
- 劇場版 神推偶像登上武道館我就死而無憾（劇場版 推しが武道館いってくれたら死ぬ；2023年5月12日上映，波麗佳音）：飾演 繪里飄（主演）[148]
- 劇場版 謀殺★謎 偵探 斑目瑞男的事件簿 鬼燈村傳說 咒怨之血（；2024年2月16日上映，Is.field）：飾演 三宅麗[149]

### 電視動畫
- 少年阿貝 GO! GO! 小芝麻（日语：少年アシベ#第3作）（；2017年1月31日－2019年12月17日，ETV）：飾演 白鳥[150]、Hirao（ひらお）[151]
- 海天使的燈火（クリオネの灯り；2017年7月12日－9月27日，TOKYO MX）：飾演 雨宮實（主演）[152]
- SNS警察（SNSポリス；2018年4月8日－6月3日，TOKYO MX）：飾演 [153]
- 寶可夢 旅途（2021年1月8日－2022年2月25日，東京電視台）- 和生田繪梨花的組合「炸雞姐妹」共同合唱片頭曲《1·2·3》[154]
  - （2021年4月9日）：飾演 正電拍拍（プラスル）[155]

### 動畫電影
- 喜歡上你的那瞬間。～告白實行委員會～（好きになるその瞬間を。～告白実行委員会～；2016年12月17日上映，Aniplex）：聲演 華子[156][157]
- 恐龍王國～魔法森林與水晶的秘密～（ドラゴン・キングダム 〜魔法の森と水晶の秘密〜；2017年4月26日上映，Chance）：聲演 Nicky（主演）[158]

### 舞台劇
- 女子落語（じょしらく；2015年6月19日－21日、24日、28日，東京AiiA劇場）：飾演 蕪羅亭魔梨威[159][160]
- 所有的狗都上天堂（日语：すべての犬は天国へ行く）（；2015年10月1日－12日，東京AiiA劇場）：飾演 Claudia（クローディア）[161]
- 女子落語貳〜跳躍時空蕎麥麵〜（じょしらく弐 〜時かけそば〜；2016年5月12日、14日、17日、19日、21日，東京AiiA劇場）：飾演 防波亭手寅[162][163]
- FILL-IN〜父母出現在我女兒的樂隊裡〜（FILL-IN〜娘のバンドに親が出る〜；2017年7月13日－23日，紀伊國屋Hall）：飾演 栗子（くりこ）[164][165]
- 雨之塔（雨の塔；2021年3月19日－21日，新國立劇場 中劇場）：飾演 三島敦子[166][167]

### 網絡節目
- 喜歡活生生的偶像（日语：生のアイドルが好き）（；2013年4月18日－2021年7月7日／月播一次，niconico生放送）- 主持（與中田花奈 → 田村真佑搭檔）[23]
- 乃木坂46「沙友蘋果軍團」團員全員直播出! 〜結團式&軍團企劃會議〜（乃木坂46「さゆりんご軍団」団員全員生出演! 〜結団式&軍団企画会議〜；2016年5月24日，niconico生放送）[168]
- 松村準備中（2017年9月28日－2020年3月12日／毎週日、週四更新，CanCam）[169]
- 松村沙友理的吃播（松村沙友理のもぐもぐ配信；2018年7月23日－30日，SHOWROOM）[170][171][172]
- 松村沙友理和曉月凛的BiLiBiRiNGO（松村沙友理と暁月凛のBiLiBiRiNG；2018年9月11日－2019年9月26日，SHOWROOM、bilibili）[173]
- 沙友理的愛吃廚房（2019年10月23日－2020年3月13日，bilibili）[174]
- 美少女的衣櫥（2020年11月20日－2021年2月12日，优酷）[175]
- 戀的Last Vacation（恋のLast Vacation；2022年9月25日－12月30日，Paravi）- 主持[176][177]
- 下剋上セレクション〜ドラマ出演を懸けた熱き予選大会〜（2023年9月10日－17日，U-NEXT）- 主持[178]

### 活動
- GirlsAward
  - GirlsAward 2014 AUTUMN／WINTER（2014年10月1日，國立代代木競技場第一體育館）[179]
  - GirlsAward 2015 SPRING／SUMMER（2015年4月29日，國立代代木競技場第一體育館）[180]
  - GirlsAward 2016 SPRING／SUMMER（2016年4月9日，國立代代木競技場第一體育館）[181]
  - GirlsAward 2016 AUTUMN／WINTER（2016年10月8日，國立代代木競技場第一體育館）[182]
  - GirlsAward 2017 SPRING／SUMMER（2017年5月3日，國立代代木競技場第一體育館）[183]
  - GirlsAward 2017 AUTUMN／WINTER（2017年9月16日，幕張展覽館）[184]
  - GirlsAward 2018 SPRING／SUMMER（2018年5月19日，幕張展覽館）[185]
  - GirlsAward 2018 AUTUMN／WINTER（2018年9月16日，幕張展覽館）[186]
  - Rakuten GirlsAward 2019 SPRING／SUMMER（2019年5月18日，幕張展覽館）[187]
  - Rakuten GirlsAward 2019 AUTUMN／WINTER（2019年9月28日，幕張展覽館）[188]
  - Tokyo Virtual Runway Live by GirlsAward（2020年6月27日，ABEMA獨家直播）[189][190]
- 東京女孩展演
  - TOKYO GIRLS COLLECTION 2016 SPRING／SUMMER（2016年3月19日，國立代代木競技場第一體育館）[191]
  - TOKYO GIRLS COLLECTION 2016 AUTUMN／WINTER（2016年9月3日，埼玉超級競技場）[192]
  - TGC KITAKYUSHU 2016 by TOKYO GIRLS COLLECTION（2016年10月9日，西日本綜合展示場（日语：西日本総合展示場） 新館）[193]
  - TOKYO GIRLS COLLECTION 2017 SPRING／SUMMER（2017年3月25日，國立代代木競技場第一體育館）[194]
  - TOKYO GIRLS COLLECTION 2017 AUTUMN／WINTER（2017年9月2日，埼玉超級競技場）[195]
  - TGC KITAKYUSHU 2017 by TOKYO GIRLS COLLECTION （2017年10月21日，西日本綜合展示場 新館）[196]
  - TGC HIROSHIMA 2017 by TOKYO GIRLS COLLECTION（2017年12月9日，廣島Green Aren）[197]
  - TOKYO GIRLS COLLECTION 2018 SPRING／SUMMER（2018年3月31日，橫濱體育館）[198]
  - TGC KITAKYUSHU 2018 by TOKYO GIRLS COLLECTION（2018年10月21日，西日本綜合展示場 新館）[199]
  - SDGs推進 TGC 靜岡 2019 by TOKYO GIRLS COLLECTION（2019年1月12日，Twin Messe靜岡）[200]
  - TOKYO GIRLS COLLECTION 2019 SPRING／SUMMER（2019年3月30日，橫濱體育館）[201]
  - TGC TOYAMA 2019 by TOKYO GIRLS COLLECTION（2019年7月27日，富山市綜合體育館）[202]
  - Tokyo Girls Collection 2019 AUTUMN／WINTER（2019年9月7日，埼玉超級競技場）[203]
  - SDGs推進 TGC 靜岡 2020 by TOKYO GIRLS COLLECTION（2020年1月11日，Twin Messe靜岡）[204]
  - 第30回 Mynavi Tokyo Girls Collection 2020 SPRING／SUMMER（2020年2月29日，國立代代木競技場第一体育館）[205]
  - 第31回 Mynavi Tokyo Girls Collection 2020 AUTUMN／WINTER ONLINE（2020年9月5日，埼玉超級競技場）[206]
  - 第32回 Mynavi Tokyo Girls Collection 2021 SPRING／SUMMER（2021年2月28日，國立代代木競技場第一体育館）[207]
  - 第33回 Mynavi Tokyo Girls Collection 2021 AUTUMN／WINTER（2021年9月4日，埼玉超級競技場）[208]
  - 第34回 Mynavi Tokyo Girls Collection 2022 SPRING／SUMMER（2022年3月21日，國立代代木競技場第一体育館）[209]
- ASIA FASHION AWARD 2016 in TAIPEI（2016年12月10日，W Taipei）[210]
- 用眼睛來吃的體驗型電子藝術「食神大人的不可思議餐廳」展（2017年1月28日－5月21日，日本橋茅場町特設會場）：飾演 狐狸 UKA[211]
- 神戶Collection 2019 SPRING／SUMMER（2019年3月3日，神戶世界紀念館）[212]
- IDOL OF THE YEAR 2022 決勝大會（2022年8月14日，日本青年館表演廳）- 審査員[213]

## 書籍

### 寫真集
- 季刊 乃木坂vol.4 彩冬（2014年12月26日，東京新聞通信社）[214]
- 雖然覺得很意外，從前面看還滿可愛的（意外っていうか、前から可愛いと思ってた；2017年12月12日，小學館）[215][216]
- 下次，見面是何時？（次、いつ会える?；2021年7月13日，MAGAZINE HOUSE）[56][217]

### 雜誌連載
- CanCam（2015年3月23日－2021年8月20日，小學館）- 專屬模特兒[218]
- BAILA（2021年9月30日－，集英社）- 常規模特兒[219]
  - 沙友理潮流 松村沙友理的大人学（2021年9月30日－）[220]
  - 松村沙友理のお仕事服研究所（2023年9月11日－）[221]

## 外部連結
- 松村沙友理官方網站（日語）
- 舊官方網站（2021年7月13日－2023年8月26日）（日語）
- 乃木坂46合同會社個人介紹頁（日語）
- 生島企畫室個人介紹頁（日語）
- First Agent個人介紹頁 （页面存档备份，存于）（日語）
- 松村沙友理的Instagram帳戶（2019年6月29日－）（日語）
- 松村沙友理團隊的X（前Twitter）（2021年8月20日－）（日語）
- 松村沙友理的新浪微博（2019年8月18日－）（日語）
- 松村沙友理 - B4ND（2023年8月27日－）（日語）
- BiLiBiRiNGO的哔哩哔哩个人空间（2019年8月10日－）（日語）
- YouTube上的もぐもぐさゆりんご頻道（日語）
- LANTINAM（日語）
  - LANTINAM的Instagram帳戶（日語）

乃木坂46時期
- 乃木坂46 松村沙友理 個人簡介（2011年8月21日－2021年8月19日）（日語）
- 乃木坂46 松村沙友理 官方部落格（2011年11年13日－2021年8月19日）（日語）
- 松村沙友理 官方755（日語）
- 蘋果軍團 官方755 （页面存档备份，存于）（日語）
- 松村沙友理的SHOWROOM專頁（日語）（页面存档备份，存于）
- 松村沙友理1st写真集【公式】的X（前Twitter）（日語）
- 松村沙友理1st写真集【公式】的Instagram帳戶（日語）
- 松村沙友理 乃木坂46畢業記念寫真集【公式】的X（前Twitter）（日語）